# كورنيليوس ارين
كورنيليوس ارين (بالإنجليزية: Cornelius Warren)‏ هو محامي وقاضي وسياسي أمريكي، ولد في 15 مارس 1790 في الولايات المتحدة، وتوفي في 28 يوليو 1849 في نفس البلد. حزبياً، نشط في حزب اليمين. وقد انتخب عضو مجلس النواب الأمريكي.